# Йохан Якоб I фон Еберщайн
Йохан Якоб I фон Еберщайн (на немски: Johann Jakob I von Eberstein; * 20 януари 1517; † 8 юни 1574 във Фрауенберг, Горна Бавария) от швабската графска фамилия Еберщайни е граф на Ной Еберщайн, Фрауенберг-Риксинген-Оберщайн.
Той е вторият син на граф Бернхард III фон Еберщайн (1459 – 1526), президент на имперския камерен съд (1510 – 1520), и съпругата му графиня Кунигунда фон Валдбург-Зоненберг (1482 – 1538), дъщеря на граф Еберхард II фон Валдбург-Зоненберг († 1483) и Анна фон Фюрстенберг (1467 – 1522). По-големият му брат е граф Вилхелм IV фон Еберщайн (1497 – 1562), господар на Болтринген-Ноу-Еберщайн и президент на имперския камерен съд (1546 – 1555).
Йохан Якоб I умира на 8 юни 1574 г. на 57 години във Фрауенберг, Горна Бавария.

## Фамилия
Йохан Якоб I се жени на 31 декември 1542 г. за Барбара фон Даун-Оберщайн († 14 февруари 1547), вдовица на граф Симон VIII Векер (1505 – 1540), граф на Цвайбрюкен-Бич и господар на Лихтенберг, дъщеря на Ханеман фон Даун, господар на Оберщайн, Риксинген и Форбах († 1530) и графиня Кунигунда фон Цвайбрюкен-Бич-Оксенщайн († сл. 1515). Те имат два сина:
- Хаупрехт (1543 – 1587), граф на Ной Еберщайн, женен за Доротея фон Кьонигсег († сл. 1613)
- Ханс Бернхард (1545 – 1574), граф на Ной Еберщайн-Фрауенберг, женен на 31 декември 1567 г. в Касел за ландграфиня Маргарета фон Диц (1544 – 1608)
- Кунигунда (1546 – 1565)

Йохан Якоб I се жени втори път 1557 г. за графиня Катарина Аполония фон Лайнинген-Харденбург († сл. 1585), вдовица на граф Филип II фон Насау-Саарбрюкен († 1554), дъщеря на граф Емих IX фон Лайнинген-Харденбург († 1535) и графиня Агнес фон Епщайн-Мюнценберг († 1533). Те нямат деца.